# Liste der Naturdenkmale in Karl (Eifel)
Die Liste der Naturdenkmale in Karl nennt die im Gemeindegebiet von Karl ausgewiesenen Naturdenkmale (Stand 11. März 2024).

## Naturdenkmale
| Nr.         | Bezeichnung | Lage                                                | Beschreibung                       | Bild                                    |
| ----------- | ----------- | --------------------------------------------------- | ---------------------------------- | --------------------------------------- |
| ND-7231-524 | Eiche       | nordwestlich des Ortes; Abteilung Kunohochwald Lage | auch Hohenmarkeneiche; Quercus sp. | Direkt Bild zu diesem Denkmal hochladen |